# Stomorhina lunata
Stomorhina lunata är en tvåvingeart som först beskrevs av Fabricius 1805.  Stomorhina lunata ingår i släktet Stomorhina och familjen Rhiniidae. Arten förekommer tillfälligt i Sverige, men reproducerar sig inte. Inga underarter finns listade i Catalogue of Life.

## Bildgalleri

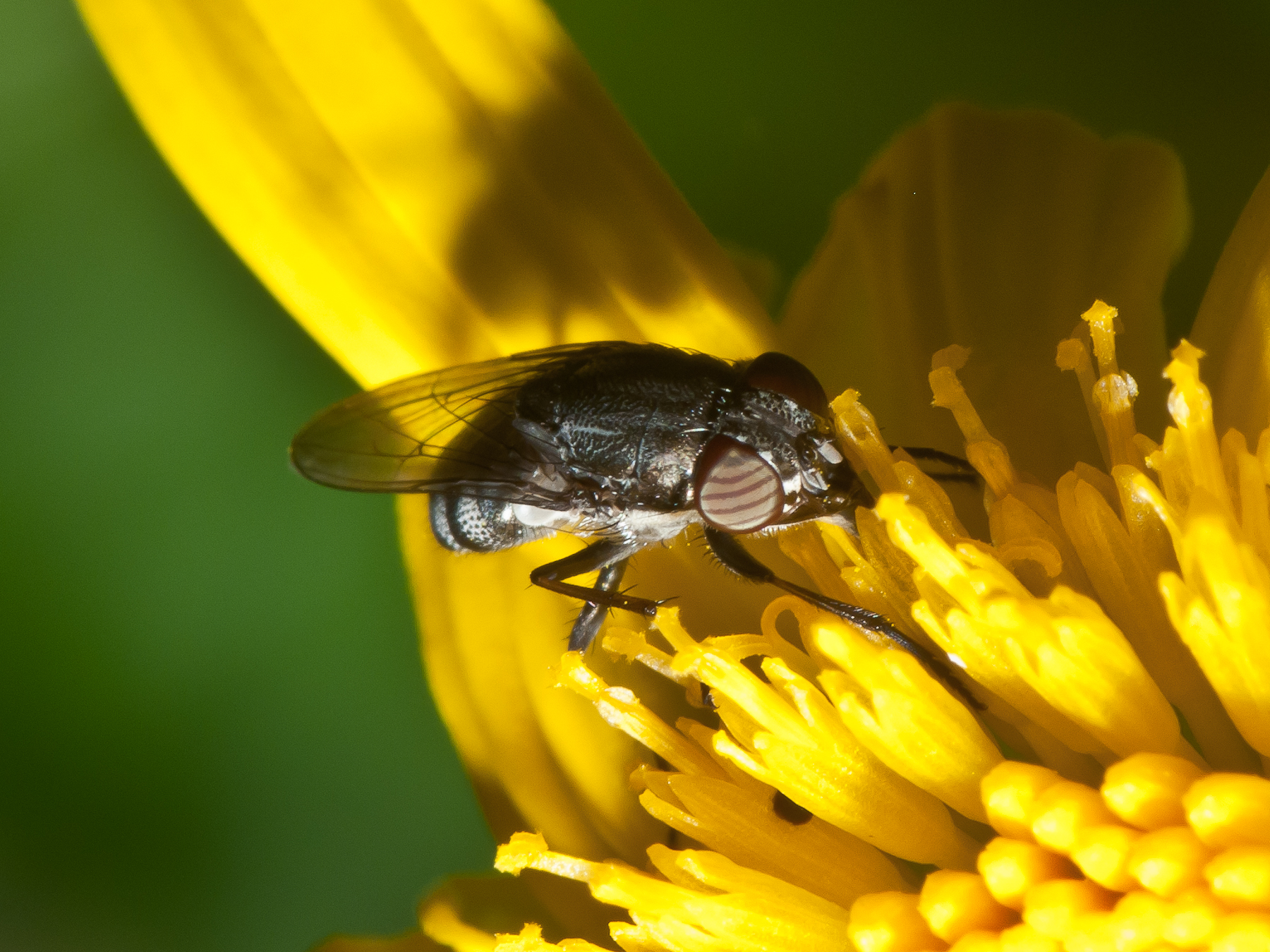
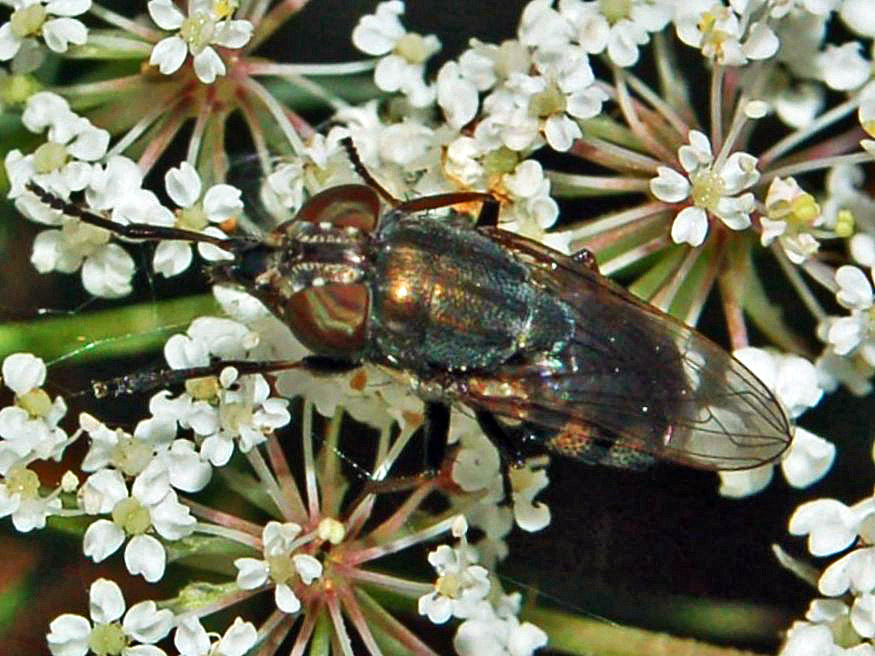
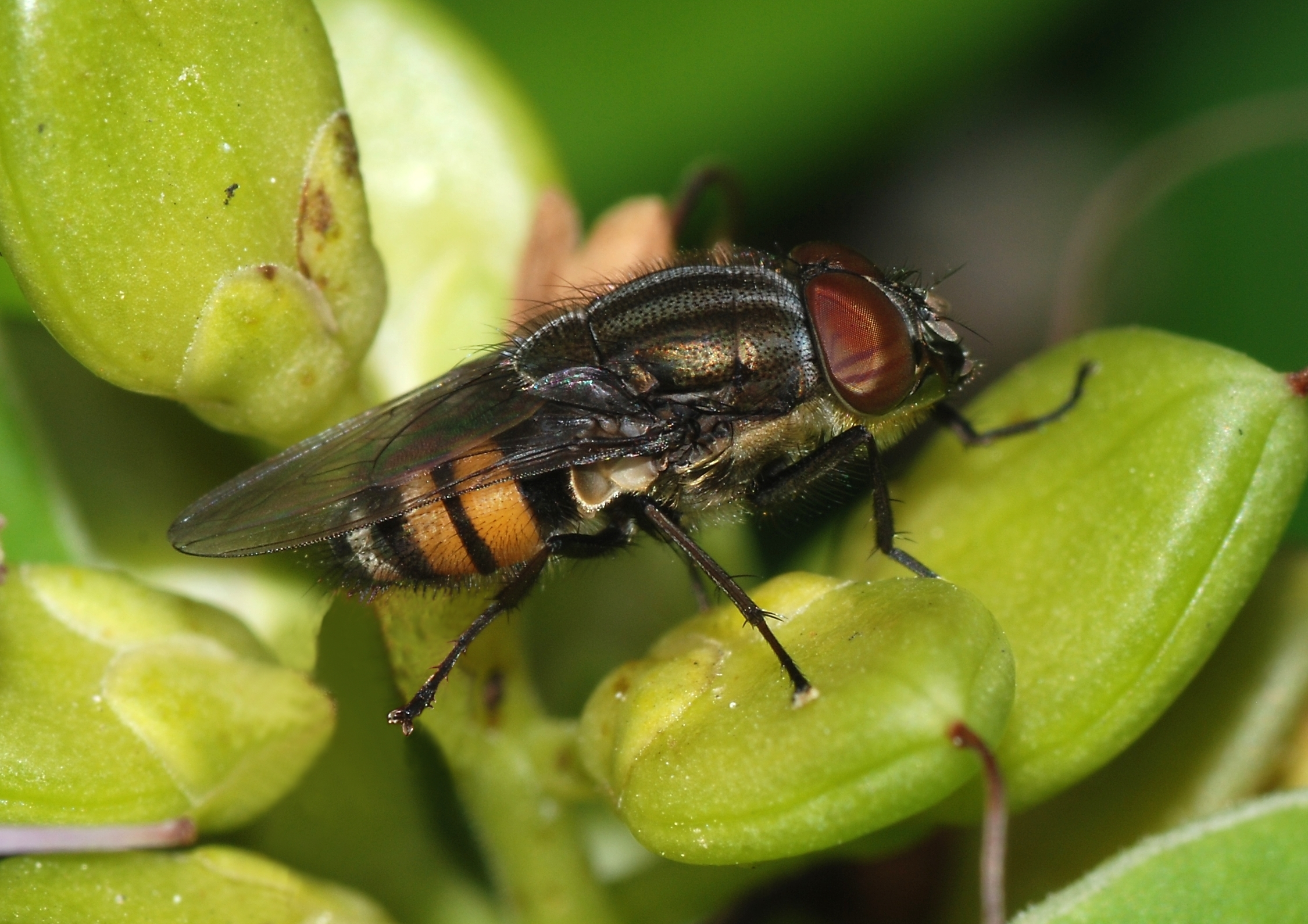
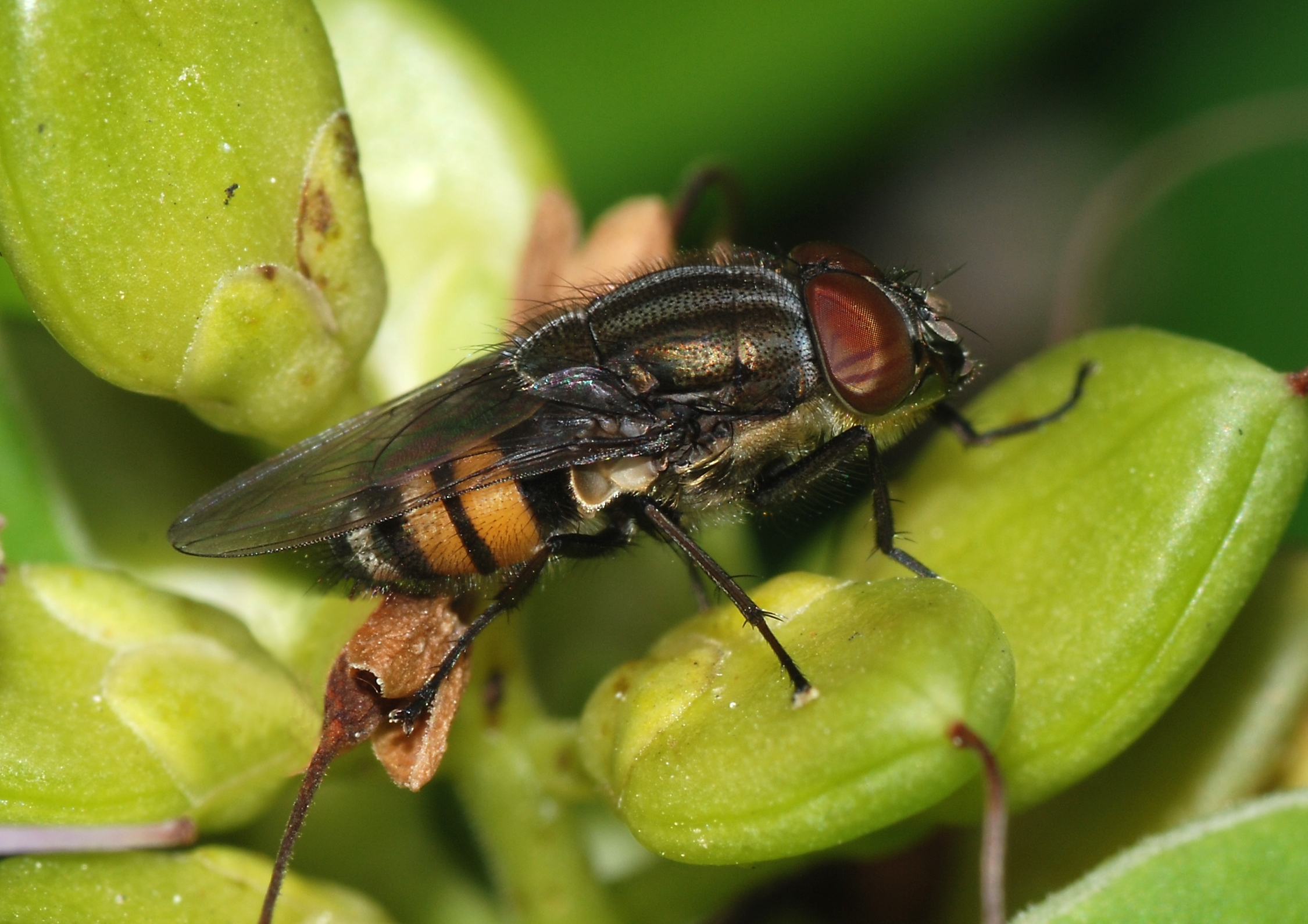
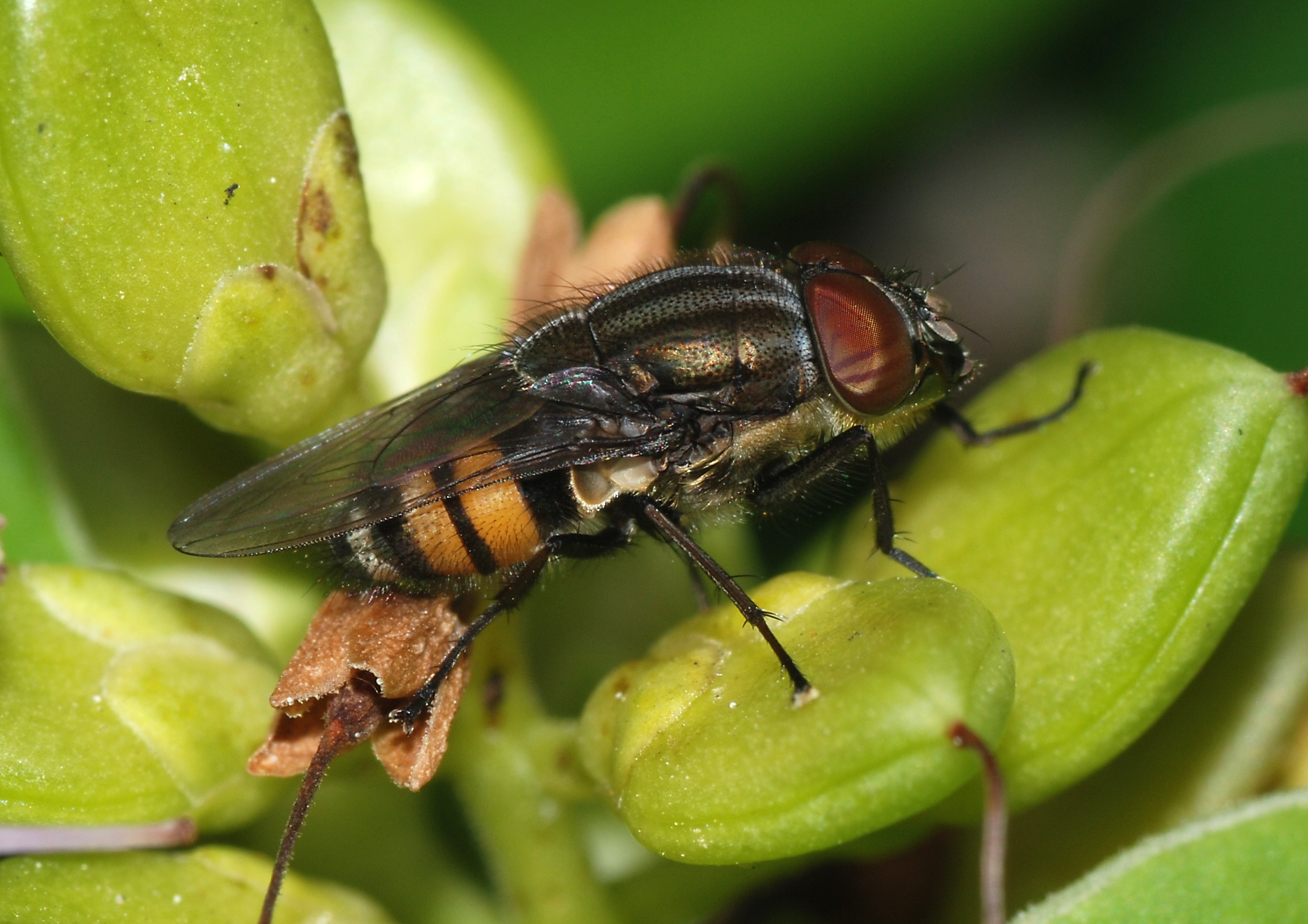
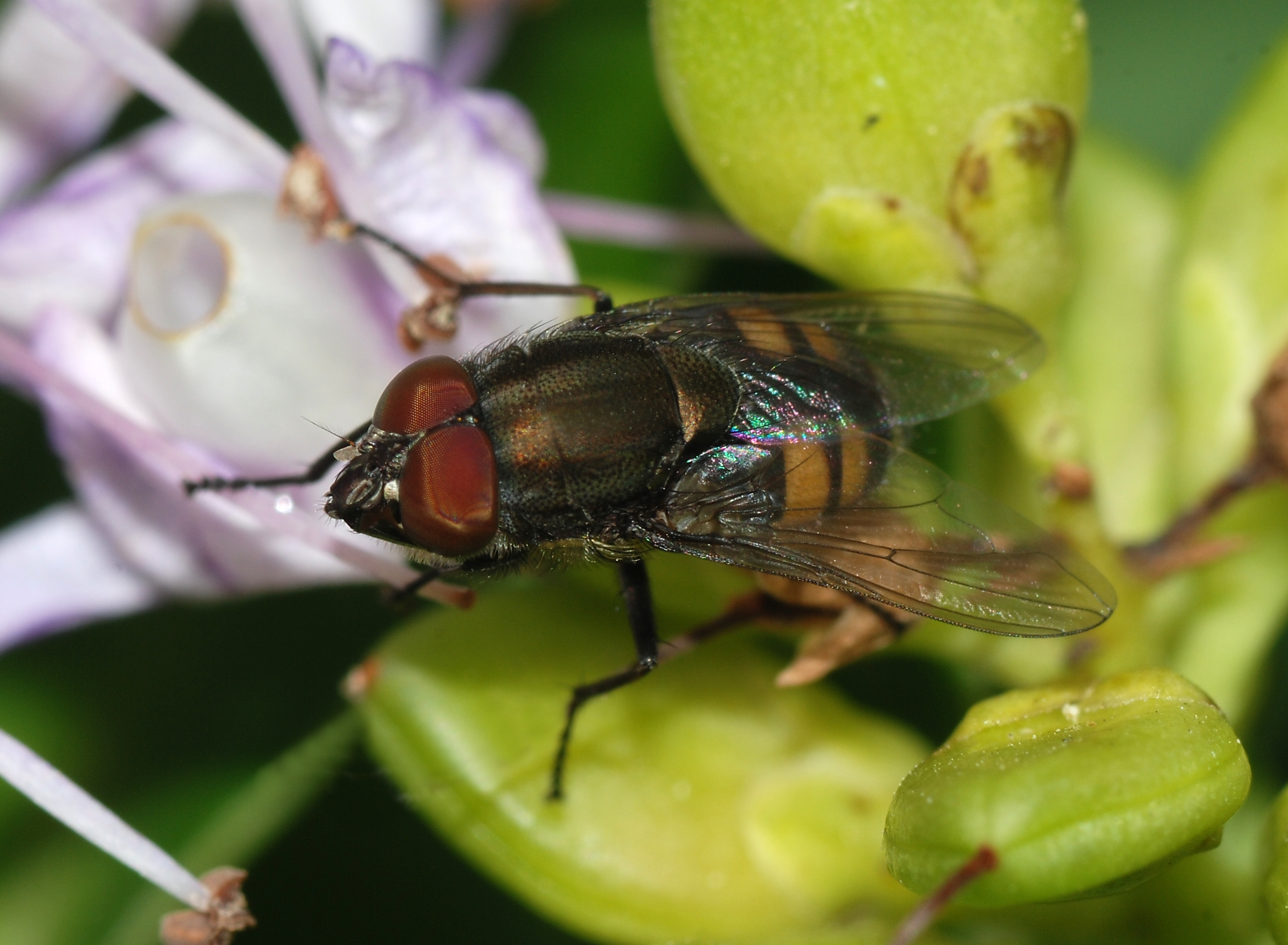